# Oedipina ignea
Oedipina ignea är en groddjursart som beskrevs av Stuart 1952. Oedipina ignea ingår i släktet Oedipina och familjen lunglösa salamandrar. IUCN kategoriserar arten globalt som otillräckligt studerad. Inga underarter finns listade i Catalogue of Life.